# Komarudin (cầu thủ bóng đá)
Komarudin (sinh ngày 19 tháng 7 năm 1995) là một cầu thủ bóng đá người Indonesia hiện tại thi đấu cho PSIS Semarang ở vị trí tiền đạo.

## Sự nghiệp

### Persegres Gresik
Komarudin ký hợp đồng với Persegres Gresik United năm 2016 và sử dụng số áo 95. Komar có lợi thế từ quy định của PSSI khi sử dụng cầu thủ U-23 đá chính tại Liga 1. Anh ghi bàn thắng đầu tiên trong chiến thắng 2-1 trước Persiba Balikpapan. Năm 2017, Komarudin ra sân 28 lần, 21 lần đá chính. Komarudin đóng góp 3 bàn và 1 pha kiến tạo cho Persegres Gresik United.

### PSIS Semarang
Mong muốn của Komarudin được tiếp tục thi đấu ở Liga 1 thành hiện thực, Komarudin đến PSIS Semarang vào tháng 12 năm 2017.